# Raionul Baranivka, Jîtomîr
Baranivka (în ucraineană Баранівський район, transliterat: Baranivskîi raion) este un raion în regiunea Jîtomîr, Ucraina. Reședința sa este așezarea de tip urban Dovbîș.

## Demografie
Componența lingvistică a raionului Baranivka
     Ucraineană (98,48%)
     Rusă (1,3%)
     Alte limbi (0,07%)
Conform recensământului din 2001, majoritatea populației raionului Baranivka era vorbitoare de ucraineană (98,48%), existând în minoritate și vorbitori de rusă (1,3%).